# Stanisława Leszczyńska
Stanisława Leszczyńska (Łódź, 8 maggio 1896 – Łódź, 11 marzo 1974) è stata un'ostetrica polacca che, durante la sua detenzione nel campo di concentramento di Auschwitz durante la seconda guerra mondiale, prestò assistenza a circa tremila partorienti.
Solo una trentina di quei neonati sopravvissero tuttavia allo sterminio e alle durissime condizioni del campo. Convinta cattolica praticante, per lei è in corso il processo di beatificazione.

## Biografia

### Prima di Auschwitz
Stanisława Leszczyńska nacque a Łódź, in Polonia, l'8 maggio 1896, da Jan Zambrzycki, falegname, e sua moglie Henryka. Nel 1908 la famiglia si trasferì in Brasile, a Rio de Janeiro, per migliorare le sue condizioni economiche, e ritornò in patria dopo due anni. 
Il 17 ottobre 1917 Stanisława sposò il tipografo Bronisław Leszczyński. Dal matrimonio nacquero quattro figli: Bronisław nel 1917, due anni più tardi Sylwia, unica femmina, nel 1922 Stanisław e l'anno seguente Henryk. Dopo l'invasione tedesca della Polonia, la sua famiglia aiutò gli ebrei del ghetto di Łódź, fornendo aiuti alimentari e documenti falsi. Furono scoperti il 18 febbraio 1943: Stanisława fu arrestata dalla Gestapo insieme a Sylwia, Stanisław ed Henryk, mentre il marito e Bronisław sfuggirono alla cattura. Stanisława e Sylwia furono portate nel campo di concentramento di Auschwitz il 17 aprile 1943, mentre Stanisław ed Henryk furono rinchiusi nel campo di concentramento di Mauthausen.

### Nel campo di concentramento di Auschwitz
Ad Auschwitz, Stanisława Leszczyńska e sua figlia Sylwia furono destinate, grazie ai loro studi, all'assistenza delle partorienti. I bimbi appena nati dovevano essere soppressi per ordine del dottor Mengele, ma Stanisława si rifiutò di farlo, rischiando la vita. Prestò assistenza alla nascita di tremila bambini, tutti nati vivi. Ma millecinquecento furono selvaggiamente uccisi dal personale del campo e mille morirono di fame e di freddo. Alcune centinaia, grazie alle caratteristiche somatiche (ad esempio gli occhi azzurri), finirono in brefotrofio per essere adottati da coppie tedesche senza figli. Solo una trentina sopravvissero insieme alle madri, e furono liberati alla chiusura del campo, il 27 gennaio 1945, insieme a Stanisława e alla figlia. Leszczyńska annotò la sua esperienza nel campo su un quaderno segreto, che in seguito fu pubblicato col titolo "Rapporto di un'ostetrica da Auschwitz".

### Il ritorno a casa
Leszczyńska tornò a Łódź dove ritrovò i suoi figli - mentre il marito era morto nella rivolta di Varsavia - e continuò a lavorare come levatrice. Il 27 gennaio 1970, in una celebrazione ufficiale a Varsavia, incontrò alcune donne che erano state prigioniere ad Auschwitz, insieme ai loro figli che erano nati nel campo. Morì quattro anni più tardi, l'11 marzo 1974, e volle che il suo corpo fosse vestito con l'abito di terziaria francescana. Nel centesimo anniversario della nascita, le sue spoglie sono state traslate nella chiesa dell'Assunta a Łódź, dove era stata battezzata. Nel 1983 la scuola di ostetricia di Cracovia è stato a lei intitolata.

## Pubblicazioni
- (PL) Raport położnej z Oświęcimia, n. 1, Przegląd Lekarski, 1965.